# 岸本セシル
岸本 セシル（きしもと せしる、1990年2月22日 - ）は、日本のファッションモデル。沖縄県出身。ネイムマネジメント所属。本名は岸本 聖紫瑠（読み同じ）。

## 人物
non-no専属モデルの中でも、日本人離れした可愛さから圧倒的な人気を誇る。佐々木希、矢野未希子、および田中美保と並ぶ同誌の代表的な4大モデルの一人とされていた。あわせて『MORE』にもレギュラー登場。
ももいろクローバーZのファン（モノノフ）であり、ファンクラブにも加入している。推しメン（好きなメンバー）は高城れに。

## 来歴
高校在学中の2007年に、エリート・モデル・マネジメントの新人モデル発掘コンテスト『エリートモデルルック』に出場し、およそ3000名の応募者の中からグランプリを獲得。
それと同時に世界大会へも出場。高校卒業後に上京し、『non-no』の専属モデルとして活動するようになった。2012年には日本テレビ系『アナザースカイ』で初のテレビ番組司会。さらに自身初となるフォトブック『CECIL』を集英社から発売している。2014年（9月号）からは『MORE』のレギュラーモデルに加入。

## 広告塔
かねてより資生堂「INTEGRATE」やサーティワン「チャレンジ・ザ・トリプル（キャンペーン）」などのコマーシャルキャラクターを担ってきた。2009年には日本トランスオーシャン航空の世界各国125万部発行『JAL世界の美女カレンダー』に中村家住宅で三線を抱えたイメージガールとして登場。アシックスのスノーボード着ブランド「ARG〔エーアールジー〕」からのイメージキャラクター起用があった2011年には、女性向けカジュアルブランド「Heather（ヘザー）」の設立10周年を記念してのイメージガール起用もあり、同年度のこのブランドの秋冬季キャンペーンに登場。翌2012年にはスズキからのイメージモデル起用を受け、1月から同社製品「パレットSW」のテレビコマーシャルに出演。セシールの2011年秋冬のブランドイメージガールに起用される。
2013年には、109系ブランド「rienda（リエンダ）」のイメージキャラクターに就任。エリエールのスリムナプキン製品「elis ウルトラガード極吸 GOKUSUI」のイメージキャラクター起用もあった。2015年には地元企業沖縄海邦銀行のイメージガールに就任、同銀行がイメージガールを設置するのは初の試みで、同年度の新本社社屋完成を見越したブランディング戦略のための起用とみられた。

## 私生活
姉1人・弟2人がいる4人兄弟の次女。本名の「聖紫瑠：という名前は、沖縄の石垣島や西表島に分布する花、聖紫花（セイシカ）が由来だが、本人曰く「見た目も響きもヤンキーみたいで嫌だった」時期もあったという。
2018年3月22日、自身の28歳の誕生日である同年2月22日に一般男性と結婚していたことを発表。2019年2月22日に第1子女児の出産を報告。

## 出演

### 雑誌
- 『non-no』（専属：2008年 - 2014年）[27]
- 『MORE』（レギュラーモデル : 2014年 - )
- 『VoCE』／『美的』／『MAQUIA』[28]
- 『NYLON』／『WWD』／『M-girl』[29]

### ランウェイ
- 東京ガールズコレクション：2008年秋冬[30]、2009年春夏[31]、2009年秋冬[32]、2011年春夏[33]、2012年春夏[34]、in 名古屋 2012年[35]、琉球アジアコレクション 2012 with TGC[36]
- ガールズアワード：2010年春夏[37]、2010年秋冬[38]、2011年秋冬[39]
- 神戸コレクション：2010年春夏[40]、2011年春夏[41]、2011年秋冬[42]、東京ランウェイ2012年春夏[43]、2012年秋冬[44]、東京ランウェイ2012年秋冬[45]、東京ランウェイ2013年春夏[46]、東京ランウェイ2015年春夏[47]、ほか

### CM
- JTA（2008年 - ）[48]
- ワーナーミュージック・ジャパン RIP SLYME「太陽とビキニ」（2008年 - ）[49]
- 資生堂 INTEGRATE（2010年 -  2017年）[50]
- B-R サーティワン（2010年 - ）[49]
- スズキ パレットSW（2012年 - ）[49]
- サントリー ストーンズバー（2012年 - ）[51]
- アシックス A77（2012年 - ）[52]
- 大王製紙 エリエール 「elisウルトラガード 極吸（GOKUSUI）」（2013年 - ）

### ジャケット写真
- 『BEAUTIFUL TECHNO』（FOR LIFE MUSIC ENTERTAINMENT、2008年）[53]
- 『Flower』（JACREN、2009年）[54]
- 『ウチナカカフェ〜リラックスタイムのカフェボッサ〜』（アトリエ・ボッサ・コンシャス、2011年）[55]

### その他
- 別冊沖縄美少女図鑑
- テレビ番組：アナザースカイ（2012年10月5日 - 2014年9月26日、日本テレビ） - 司会[56]
- 広告：『SOMETHING』（エドウイン）[57]
- 小説表紙：『通学区〜君は僕の傍にいる〜』（2012年5月25日、集英社ピンキー文庫）[58]
- 写真集：『CECIL』（2012年12月15日、集英社）[59]